# Col de l'Aiguillon
Pour les articles homonymes, voir Aiguillon.
Le col de l'Aiguillon est un col pédestre/routier du massif du Jura à 1 293 m d'altitude, situé en Suisse, dans le canton de Vaud. Il est ouvert à la circulation entre mai et octobre.

## Géographie

### Situation
Le col de l'Aiguillon est situé sur le territoire de la commune de Baulmes, bâti à plus de 4,5 km à l'est du col ; le village de Sainte-Croix est quant à lui situé à 5 km au nord-est du col et le hameau de L'Auberson à 3,5 km au nord. La frontière franco-suisse passe à 150 m à l'ouest-sud-ouest du col. Il est dominé à l'est par les aiguilles de Baulmes, dont le sommet de l'extrémité sud-ouest situé à 600 m à l'est du col, l'Aiguillon, le domine directement de plus de 100 m ; à 2 km au sud du col, de l'autre côté de la vallée de la Jougnena, se trouve le sommet du Suchet.

### Géologie
Le col de l'Aiguillon est creusé dans les calcaires compacts du Kimméridgien (Jurassique supérieur). Il est situé non loin du nœud de deux systèmes de failles : l'un décrochant d'axe NNE-SSO qui s'étend du col jusqu'au bassin lémanique en passant au sud-ouest du Suchet, et l'autre chevauchant d'axe NE-SO situé à la limite nord-est de l'anticlinal de Baulmes/Suchet. Le versant sud et l'est du col sont composés de calcaires du Kimméridgien supérieur et du Valanginien (Crétacé inférieur).